# Alcis nobilis
Alcis nobilis là một loài bướm đêm trong họ Geometridae.